# Joseph Darcier
Pour les articles homonymes, voir Lemaire.
Joseph Lemaire, dit Joseph Darcier, né le 5 mars 1819 à Paris où il est mort le 21 décembre 1883, est un enseignant de chant et musique, acteur de théâtre, chanteur, chansonnier, musicien, compositeur et goguettier français.

## Biographie

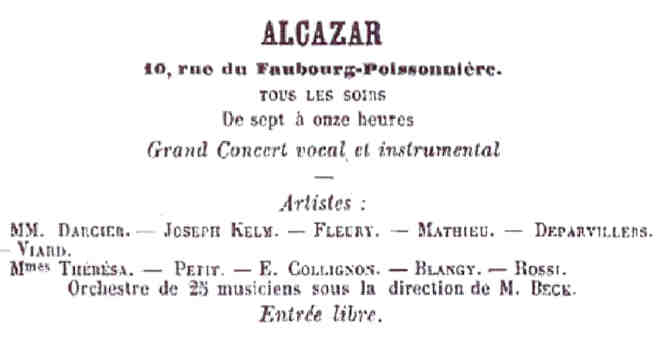
Annonce de concerts de Joseph Darcier en 1863.

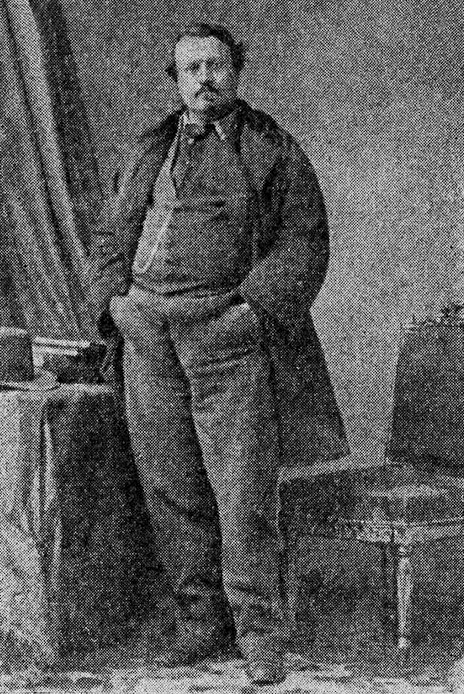
Joseph Darcier jeune, fier de sa force physique et toujours dispos pour entrer en lice dans les arènes populaires et tomber dans les règles « les invincibles. »

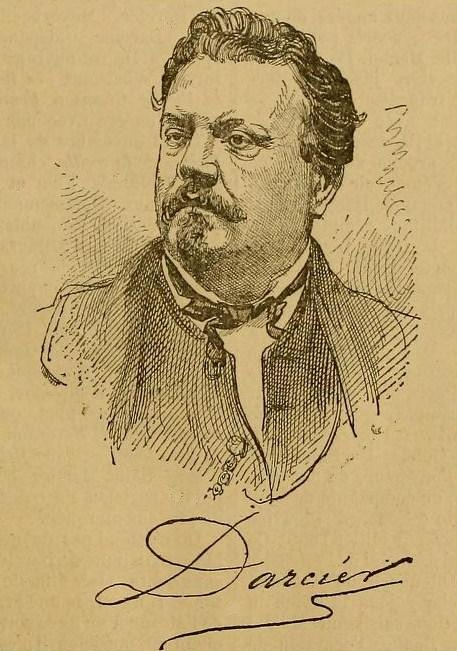
Joseph Darcier en 1878.

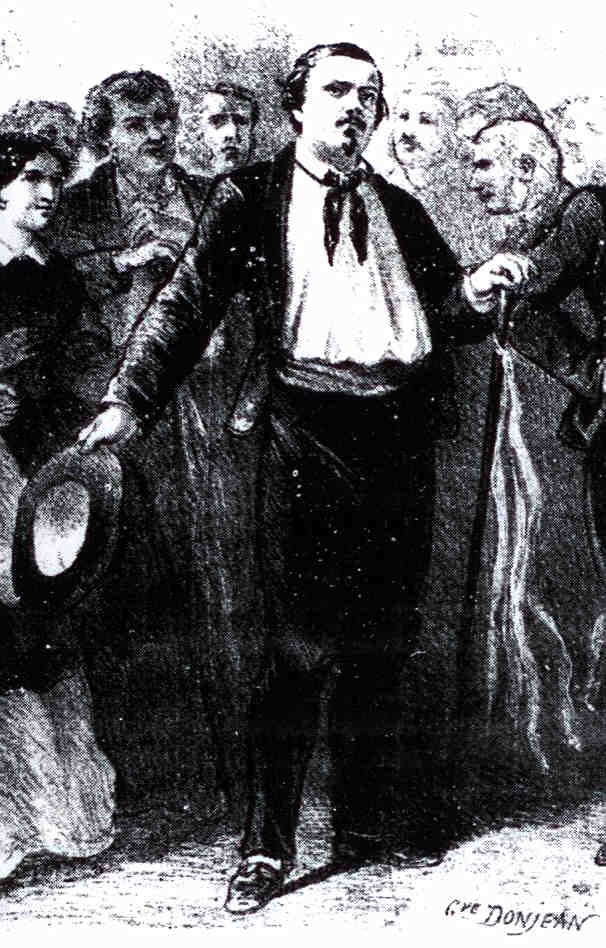
Joseph Darcier chantant Les Compagnons du tour de France.

Louis-Henri Lecomte écrit en 1878 dans la revue La Chanson :
« Interprète original et compositeur fécond, Darcier a double droit de figurer dans notre galerie chansonnière.
Pierre Jean Joseph Lemaire est le fils de Jean-François Lemaire et de Adélaïde Augustine Darcier. On le vit d'abord, vers 1842, tenir, sur les théâtres de banlieue dirigés par les frères Seveste, l'emploi des premiers rôles de drame. Il jouait volontiers les créations de Frédérick Lemaître, et se faisait applaudir surtout dans la Dame de Saint-Tropez et dans Latude. Lemaire, cependant, n'avait point de vocation théâtrale décidée ; la carrière lyrique lui souriait davantage, et les précieuses leçons de chant et d'harmonie que lui donnait Delsarte ne pouvaient que le confirmer dans son désir, en développant ses aptitudes musicales. Si bien que, la troupe nomade des Seveste s'étant dispersée, Joseph (devenu Darcier après l'éclatant succès remporté sous ce nom, à l'Opéra-Comique, par sa sœur aînée), Joseph, disons-nous, abandonna sans regret les lauriers mélodramatiques.
La première musique de Darcier fut écrite sur une chanson d'Eugène Imbert, Le Preneur du roi, éditée chez Flaxland, en 1846. Bientôt suivirent : Larmes d'amour, Après la Bataille, Les Gabiers, Aux armes ! — Tout en s'essayant à la composition, Darcier tenait le piano dans diverses goguettes, celles du Capucin et de la rue Neuve-Saint-Jean, entre autres. Joints à quelques leçons particulières, ces travaux obscurs le faisaient vivre. Le mot n'est guère exact si l'on se rapporte aux souvenirs d'amis qui prétendent que Darcier, sans gîte, couchait alors au hasard d'hospitalités fraternelles, et dissimulait, sous un ample manteau, les lacunes nombreuses de sa garde-robe. Puérilités, après tout : au dur contact de la misère, inhérente à la vie de bohème, l'artiste se virilise. En 1848, les élèves manquèrent à Darcier ; il entra alors, comme chanteur, dans un petit café du faubourg Saint-Martin. Là, un acteur qui doublait Lafont aux Variétés — Romand, — l'entendit, se prit d'enthousiasme et fonda, pour présenter Darcier au public sérieux, un Estaminet lyrique, à l'entrée du passage Jouffroy. Située au premier étage, la salle du nouveau concert, précédemment occupée par un club, était étroite, longue et pourvue d'une scène. Dès les premiers soirs, le succès de Darcier fut immense. Les chansons de Dupont, d'abord, défrayèrent le programme : les Louis d'or, le Pain, la Vigne, produisaient, grâce à l'interprète, un effet irrésistible; puis Darcier varia son répertoire avec les refrains nouveaux de Gustave Mathieu, de Nadaud et de Vincent. Sans dédain pour les œuvres légères, il ne craignait pas de chanter, après Déjazet, le Postillon, de Bérat, et la Tirelire à Jacquot, de Clapisson, après Géraldy ; ces audaces étaient justifiées par les bravos du tout Paris qu'il faisait, en outre, juge de sa valeur créatrice en lui soumettant ses musiques écrites sur le Bohémien de Mathieu, sur Mam'selle Marie de Boudin, et vingt autres compositions qu'on s'accordait à trouver remarquables.
La vogue de Darcier dura deux années, accrue encore par l'ouverture des concerts populaires de La Fraternité, à la salle Martel. De son fait, Jean Raisin y naquit pour vivre jusqu'aux derniers jours de la chanson française. L'artiste se partageait, sans fatigue et avec des chances égales, entre La Fraternité et l’Estaminet lyrique. Le théâtre des Variétés, proche voisin de ce dernier concert, finit par s'émouvoir d'une concurrence redoutable ; il engagea Darcier, mais pour le soumettre au débilitant régime de la romance : ainsi compris, le traité n'eut et ne pouvait avoir qu'une courte durée. Affranchi, Darcier composa les airs superbes des chansons de Charles Gille, entreprit une excursion en Belgique, et chanta successivement à Lyon, au Casino lyrique de Saint-Étienne, à Marseille, au Havre et dans quelques autres villes ; la province et l'étranger ratifièrent les favorables jugements de Paris, où l'artiste revint pour faire d'heureuses campagnes au Café de France et à celui de la Géante. Puis, Offenbach l'admit dans la troupe des Bouffes-Parisiens qu'il formait. Le soir même de l'ouverture du nouveau théâtre, Darcier débutait, en compagnie de Berthelier, dans une saynète d'Édouard Plouvier et Offenbach, la Nuit blanche (5 juillet 1855). Ce fut un succès, bien dépassé par celui du Violoneux de Mestépès, Chevalet et Offenbach, qu'on donna le 31 août suivant : Darcier y joua la scène du violon brisé avec un pathétique saisissant. Mais si le chanteur trouvait aux Bouffes l'occasion de triomphes, le compositeur moins heureux ne pouvait songer à se produire en concurrence avec un directeur égoïste ; Darcier, bien édifié, rompit pour entrer au Casino du Palais-Royal. Deux ans plus tard, le 25 avril 1857, il obtenait au théâtre Beaumarchais, dans l'Enfant du tour de France, drame de Charles Vincent et Lermite, le plus retentissant et le plus légitime des succès.
On nous a conté, sur cette création importante, une anecdote curieuse. Le matin même de la représentation, Mélingue, rencontrant sur le boulevard Vincent et Darcier, dit à ce dernier en lui serrant la main : « Tu pourras te vanter d'avoir un beau public ce soir ; nous serons tous là pour t'apprécier en artistes. » — Darcier remercia d'une voix inintelligible. — « Ah ! mon Dieu, fit Mélingue, tu es enroué ? Il faut qu'on ajourne la première... » — « Non, répondit Darcier, les auteurs, grâce à la censure, n'ont déjà que trop attendu; mais, rassure-toi : il y a deux voix, la voix qui parle et la voix qui chante; celle qui parle est perdue, mais celle qui chante ira bien. » — Effectivement, le soir, Darcier chanta superbement; mais, au premier bis demandé par la salle, Mélingue, se levant d'un fauteuil d'orchestre, s'écria : « Non, mes amis, ne fatiguons pas ce grand artiste. » — Le public comprit et, malgré son état de souffrance, Darcier put, d'un bout à l'autre de son rôle, étonner par sa voix et son jeu. L'Enfant du tour de France est resté l'œuvre musicale la plus considérable de Darcier. Meyerbeer, bon juge, disait : « M. Darcier a dépensé là la monnaie d'un opéra. » De cet ouvrage superbe deux chansons surtout subsistent : la Ronde des Cordonniers et la Vieille Chanson Française que l'artiste dit parfois encore avec une incontestable autorité.
Le 21 novembre de la même année, dans les Poètes de la treille, chanson en trois époques de MM. de Jallais, Flan et Pichat, Darcier consolidait, aux Délassements-Comiques, par une belle création, sa double renommée.
Le théâtre, d'ailleurs, a toujours été pour Darcier source de réussites. Soit qu'on l'aie chargé de rôles importants, comme dans les Doublons de ma ceinture, d'Alfred Albert (Folies-Nouvelles, 10 mai 1858) et dans l'Enfant de trente-six mères, de Guénée et Jaime (Déjazet, 20 novembre 1868) ; soit qu'on lui ait simplement demandé de compléter, par quelques couplets, une situation plus ou moins intéressante, comme dans le Bataillon de la Moselle (Cirque, 28 juin 1860) et clans Mil huit cent soixante-sept (Porte-Saint-Martin, 30 décembre 1867), le public parisien l'a constamment accueilli avec une faveur marquée.
On n'attend pas de nous le récit complet de la vie artistique de Darcier, vie nomade, curieuse sans doute, mais difficile à retracer sans monotonie. Il n'est pas une grande ville de France et de l'étranger où ne se soit fait applaudir l'original chanteur-musicien ; il n'est pas un concert de Paris où Darcier ne compte au moins une campagne lyrique. Barthélémy, l'Alcazar, l'Eldorado, La Tertulia, Boléro-Star l'ont tour à tour possédé, pour le présenter toujours égal à lui-même.
Il fit ses adieux à la scène en 1881 au théâtre de la Gaîté. Marié à Caroline Eugénie Poisson, il meurt à son domicile de la rue Taylor et est inhumé le 23 décembre 1883.

## Œuvre
Les productions de Darcier sont innombrables : « C'est, disait de lui Delsarte, la plus riche organisation musicale que je connaisse. » — Rappelons ses œuvres principales, composées à diverses époques, sur un mode tantôt sévère, tantôt plaisant, toujours savant et poétique. Il a fait :
- Avec Édouard Plouvier : le Livre du bon Dieu, album de dix chansons adorables, parmi lesquelles l'Ami Soleil, le Chevalier Printemps ; puis Mon Cousin Pierre et Toinette ;
- Avec J.-B. Clément, plus tard membre de la Commune : les Murgerettes, album de quinze productions ; les Follets, autre album ; Quand nos hommes sont au cabaret, les Cerises de Jeannette, Je n'en ai pas le courage, Fournaise, Quatre- vingt-neuf ; enfin les Chants du Préau, demeurés inédits ;
- Avec Nadaud : les Amants d'Adèle, Chauvin, Chut! les Deux, les Gros mots, la Kermesse, les Écus font des enfants, Est-ce tout ? le Souper de Manon, l'Aimable voleur et dix autres ;
- Avec Desforges de Vassens : l'Ane, Dom Gobelet, la Hache, Maître Gringoire, Marguerite, O ma Beauté! Par-dessus la haie, le Périgourdin, les Pommiers, Sais-tu la chanson ?
- Avec Ch. Gille : le Bataillon d'Afrique, le bataillon de la Moselle, les Bleus, les Chauffeurs, la Cloche fêlée, Marche de la 25e, la 32e Demi-Brigade ;
- Avec Barrillot : le Bonhomme Carnaval, le Bonhomme Chopine, la Citerne, Jeanne et Jean-Pierre, Minette ;
- Avec Bouvier : La blonde Suzon, la Canaille, Ce bon Nicolas, Fadette, Je pleure mon bonheur perdu, la Lanterne magique, Mon p'tit neveu, Osez Lucas, les Péchés de Suzon, le Peuplier, le Vieux passeur, Versez-moi du vin bleu ;
- Avec Gustave Mathieu : le Bohémien, Cenderinette, Jean Raisin, les Matelots, la Vendange ;
- Avec Charles Vincent : le Réveil de la chanson, album de six poésies ; puis l'Aragonaise, le Chant du Proscrit, Aimer, la Délivrance, Garibaldi, les Amours de Jean-Pierre, Nanon et Nanette, l'Invasion, la Chanson française, les Fils du Soleil, les Vins de l'espérance ;
- Avec Th. de Banville : la Chanson du poète, la Sainte-Bohême ;
- Avec Murger : les Émigrants, Marguerite ;
- Avec Bérat : Anne Margot ;
- Avec Mahiet de la Chesneraye : le Chanvre, le Chemin des amoureux, Mon Clocher ;
- Avec Festeau : Pour les pauvres, le Bonhomme Dimanche ;
- Avec Elisa Fleury : Marceline ;
- Avec Letellier : les Femmes, c'est des trompeuses, le Chemin du Moulin.

Que citer encore : le Beau Nicolas, Faut du courage, Si ça m' plaît d' partager mon bien, Mon âme et Dieu, le Chagrin de ma voisine ?... Mille compositions plus ou moins heureuses s'y ajoutent, sur des paroles de Bernard Lopez, de Hachin, de Châtillon, de Colmance, de Baillet, d'Eug. Imbert, de Deulin, de Rubois, de Sauvage, de Vilmay, de Lorin, de Ponsard, de Bauby, de Drappier, de Burani, de tous ceux enfin dont l'histoire chansonnière conservera les noms.
Au théâtre, indépendamment des pièces dans lesquelles il figurait, Darcier a fourni la musique des œuvres suivantes : le Serrurier, de Dufour ; le Dragon des Hespérides, de De Jallais et Flan ; Fleur d'amour, de Bauby ; Pornic, de Deulin ; Ah ! le divorce, de Couailhac et Renard ; les Amours de la Chanson, de Bouvier ; Pendant le siège, de Bernard Lopez; — et il tient en portefeuille deux opérettes terminées : Jacqueline, le Maréyeur, et un opéra-comique en trois actes, la Nuit aux baisers, que donneront les Folies- Dramatiques.
Voilà certes une œuvre imposante et que pouvait seul mener à bien un talent sans cesse accru par le travail et l'étude. Darcier passe tous les jours quatre heures à son piano, et l'étendue de ses connaissances musicales fait depuis longtemps de lui le plus précieux des professeurs. N'a-t-il pas enseigné sa sœur, Michot de l'Opéra ? et Thérésa n'est-elle pas redevable à ses conseils d'être une chanteuse sérieuse?
Darcier chanteur n'a point de rival. Sans exagération de pantomime, simplement, il produit sur tous des effets considérables. Un mot, un geste, une intonation vraie lui soumettent un auditoire. Respectueux toujours et partout du public et de l'œuvre qu'il interprète, il a, certain soir, châtié un partenaire inattentif de cette apostrophe foudroyante : « Gredin, tu viens de me voler un quart de soupir ! » — Mais Darcier ne chante plus guère que dans les banquets ou dans quelques représentations à bénéfice, et c'est grand dommage pour les apprentis en l'art, de dire qui gagneraient tant à l'entendre rappeler les succès passés, ou présenter lui-même ces inspirations récentes, fines et charmantes comme leurs aînées : La Tour Saint-Jacques, Victor, le Vin français, le Verre de Rabelais, et Faites des enfants publié plus loin pour la première fois.
Que dirons-nous de l'homme ? Il eut jadis des velléités excentriques. Partout où séjournait Darcier, les entrepreneurs d'arènes populaires n'eussent alors osé afficher leurs défis retentissants ; l'artiste, fier de sa force physique, était dispos toujours pour entrer en lice et tomber dans les règles « les invincibles. » Le temps a raison de toutes les fougues ; Darcier se contente aujourd'hui d'être un compositeur admirable, un professeur irrésistible, un diseur exquis. L'intelligence et la bonté rayonnent dans son large regard où l'on a voulu surprendre de la rancune, où nous ne lisons, nous, qu'une mélancolie bien motivée par l'injustice du sort. Car — nous terminerons par cette constatation brutale et triste — en dépit de sa haute valeur, reconnue par les princes de l'art et de la critique, Darcier n'a jamais occupé de position bien lucrative, et c'est un vif chagrin pour les poètes de voir, au seuil de la vieillesse, cette grande physionomie de la vraie chanson lutter encore avec les difficultés de la vie. »